# Le Banquet de Cléopâtre (Tiepolo, Paris)
Pour les articles homonymes, voir Le Banquet de Cléopâtre.
Le Banquet de Cléopâtre – ou Banchetto di Cleopatra en italien – est un tableau réalisé par le peintre italien Giambattista Tiepolo en 1742-1743. Cette huile sur toile est une peinture d'histoire qui représente un banquet donné par Cléopâtre VII pour Marc Antoine. L'œuvre fait partie depuis 1928 des collections du musée Cognacq-Jay, à Paris, en France. Il s'agit d'un modello du Banquet de Cléopâtre conservé au musée national du Victoria, à Melbourne, en Australie.

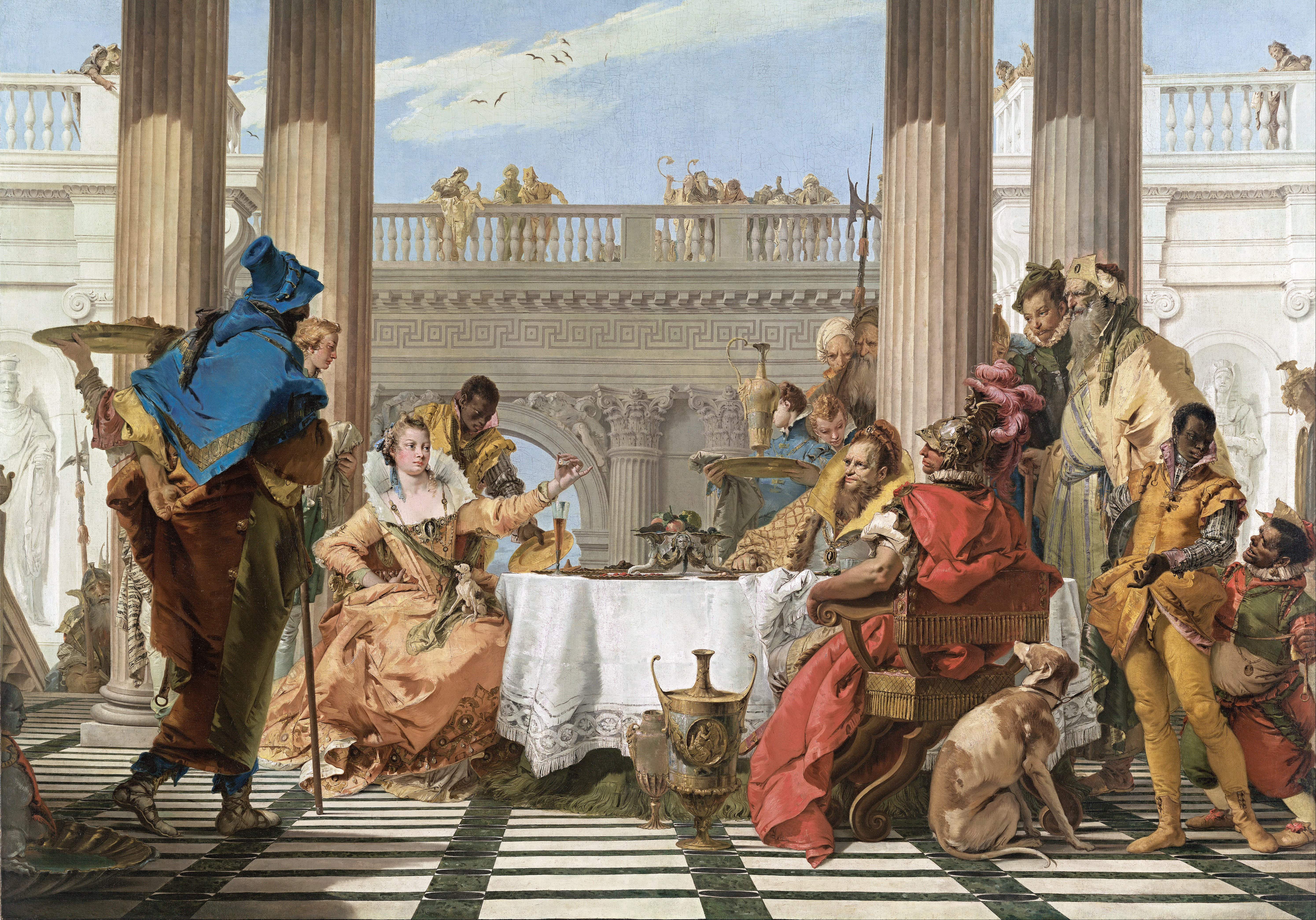
Le Banquet de Cléopâtre, musée national du Victoria, Melbourne.